# AsiaSat 7
AsiaSat 7 (AsiaSat 5S) ist ein kommerzieller Kommunikationssatellit der in Hongkong ansässigen Firma AsiaSat.
Er wurde am 25. November 2011 um 19:10 UTC mit einer Proton-M/Bris-M-Trägerrakete vom Kosmodrom Baikonur in eine geostationäre Umlaufbahn gebracht.
Der dreiachsenstabilisierte Satellit ist mit 28 C-Band-, 17 Ku-Band- sowie einem Ka-Band-Transpondern ausgerüstet und versorgt von der Position 105,5° Ost aus 50 Nationen im Mittleren Osten, in Südost- und Zentralasien mit Fernsehprogrammen. Er dient als Ersatz für den im Jahr 1999 gestarteten Satellit AsiaSat 3S. Er wurde auf Basis des Satellitenbus LS-1300 der US-amerikanischen Firma Space Systems/Loral (SS/L) gebaut und besitzt eine geplante Lebensdauer von 15 Jahren.